# Robert Lefkowitz
Robert Joseph Lefkowitz, född  15 april 1943 i New York, är en amerikansk professor som 2012 tilldelades Nobelpriset i kemi tillsammans med Brian Kobilka för deras studier av G-proteinkopplade receptorer.
Lefkowitz forskning handlar om cellers mottagare, receptorerna, som gör att cellerna kan känna av och anpassa sig till omgivningen. Han har kartlagt en betydelsefull familj av receptorer, de så kallade G-proteinkopplade receptorerna. Lefkowitz har med hjälp av radioaktivitet kunnat påvisa flera sådana här mottagare. Han utvann receptorn från dess gömställe i cellens vägg och kunde på så sätt skapa sig en uppfattning om hur den fungerade. Före Lefkowitz och Kobilkas upptäckter var det inte känt hur celler kunde känna av sin omgivning. Uppskattningsvis hälften av alla läkemedel har framställts för att förhålla sig till pristagarnas upptäckt.